# Luxembourg Approach Controllers Association
Die Luxembourg Approach Controllers Association (LACA) ist die offiziell anerkannte Vertretung der Fluglotsen der Anflugkontrolle in Luxemburg. Towerlotsen am Flughafen Luxemburg - Findel werden durch die Guilde Luxembourgeoise des Contrôleurs de la Circulation Aérienne (GLCCA) vertreten.
Gegründet wurde sie im Februar 2003 von neun Fluglotsen. Derzeit hat sie 20 Mitglieder. Für 2019 ist ihr Präsident Ralph Roller.
Alle Fluglotsen in Luxemburg sind Angestellte der "Administration de la Navigation Aérienne" ("Loftverkéiersverwaltung"), dem lokalen Flugsicherungsdienstleister (Air Navigation Service Provider - ANSP).